# Matilda Picsou
Pour les articles homonymes, voir Matilda.
Matilda Picsou (Matilda McDuck en anglais) est un personnage de fiction de l'univers des canards créé par les studios Disney.
Matilda Picsou (parfois appelée "Mathilde") est l’une des deux sœurs de Balthazar Picsou. Elle est mentionnée pour la première fois par Carl Barks dans une esquisse d'un arbre généalogique de la famille Duck en 1950 avant de devenir une figure prééminente de La Jeunesse de Picsou (The Life and Times of Scrooge McDuck), biographie de Picsou conçue par le dessinateur Don Rosa et publiée à partir de 1992.

## Biographie fictive
Née en 1871 à Glasgow en Écosse, elle est la fille de Fergus McPicsou (1835-1902) et d'Édith O'Drake (1840-1897) et la sœur de Balthazar Picsou (1867) et d'Hortense Picsou (1876-1950), avec lesquels elle ne partage pas le caractère nerveux et soupe-au-lait.
En 1902, Picsou retourne en Écosse après avoir fait fortune et emmène ses deux sœurs avec lui en Amérique du Nord. Après avoir construit son coffre-fort à Donaldville, il laisse ses sœurs diriger ses affaires de 1902 à 1930, secondées par son chef-comptable, Rodolphe Duck, qui épousera Hortense vers 1910 (de cette union naîtra Donald et Della Duck). Dans le même temps, il explore le monde pour étendre son empire financier.
À son retour à Donaldville, en 1930, son comportement grossier et misanthrope met fin à toutes les relations entre lui et sa famille, et ses sœurs quittent Donaldville.
Dans Une lettre de la maison (A Letter from Home, 2004), Don Rosa utilise pour la première fois Matilda Picsou dans une histoire ne faisant pas partie de La Jeunesse de Picsou. Matilda y est engagée par son neveu Donald pour entretenir le château des McPicsou en Écosse. Picsou retourne dans son château familial pour chercher un trésor, et il apprend de Matilda que sa famille a toujours connu l'existence du trésor mais que leur père Fergus avait décidé de ne pas en parler à Picsou. Matilda et Picsou pensent que c'est à cause du fait que Fergus désapprouvait les manières cupides de Picsou. Mais après avoir trouvé un message sur la route du trésor (d'où le titre Une lettre de la maison), ils apprennent que la véritable motivation de Fergus était de pousser Picsou à bâtir sa fortune par lui-même plutôt que d'en hériter. L'histoire montre la réconciliation entre Matilda et Picsou (il est suggéré que Donald a délibérément mis en place cette rencontre). C'est la première fois également que Riri, Fifi et Loulou rencontrent leur grand-tante.
Au moment où elle s'apprête à quitter le château, Matilda mentionne Hortense. Cependant, Don Rosa affirme qu'il n'a pas utilisé Hortense car il aurait dû expliquer pourquoi elle avait abandonnée sa famille. La destinée d'Hortense reste donc un mystère.
Matilda est souvent dessinée avec une fleur sur son chapeau, laquelle perd un pétale chaque fois qu'elle apparaît.

## Famille
Matilda est la sœur de Picsou comme présentée dans l'arbre généalogique établi par Don Rosa. Il faut savoir que dans une ancienne version de l'arbre réalisée d'après un brouillon de Carl Bark créé en 1950, elle est montrée comme étant la femme de Gustave Bonheur et la mère adoptive de Gontran Bonheur. Toujours d'après l'idée de Carl Barks, Gontran serait devenu orphelin après que ses parents biologiques Daphnée Duck et Luc Glouton seraient morts d'indigestion à un pique-nique gratuit. L'idée a ensuite été abandonnée,. Dans l'arbre généalogique de Don Rosa, Gontran devient le petit-fils biologique de Grand-Mère Donald et n’est plus apparenté directement à Picsou. Matilda n'a plus de descendants.
D'après un arbre généalogique non officiel de Don Rosa, elle aurait épousée Donald Dingue vers 1955.

## Apparition dans des dessins animés
Matilda fait sa toute première apparition à la télévision en 2020 dans l'épisode The Fight for Castle McDuck! de la saison 3 du reboot de la Bande à Picsou. En version originale, c'est Michelle Gomez qui incarne sa voix.